# Phorocera webberi
Phorocera webberi är en tvåvingeart som först beskrevs av Smith 1917.  Phorocera webberi ingår i släktet Phorocera och familjen parasitflugor. Inga underarter finns listade i Catalogue of Life.